# Race Pro
Race Pro es un videojuego simulador de carreras desarrollado por SimBin Studios (posteriormente Sector3 Studios) y publicado por Atari exclusivamente para Xbox 360. Se describe que el juego tiene "modelos de automóviles ultra realistas" con automóviles que varían en potencia desde 200 HP (202,8 CV) a 1000 HP (1013,9 CV). El juego usa el nuevo motor de juego Lizard, mientras que los juegos de PC SimBin usaban el motor Gmotor. Esto marca el primer juego de consola completado y lanzado por SimBin.
El juego utiliza el motor de juego ISI (RFactor) bajo licencia. Presenta autos y pilotos de las temporadas 2007, 2006 y 1987 FIA World Touring Car Championship original, así como la F3000 europea, la Fórmula BMW, el Mini Challenge y la Copa Caterham. El juego también tiene tres categorías GT, además de esto tiene carreras de Radicals y autos de carretera que son el Audi R8 , Koenigsegg CCX, Koenigsegg CCXR y Dodge Viper.
Los pilotos del juego son en su mayoría personas reales, como Tiff Needell, Tor Graves, y todos los pilotos de turismos de la campeonato FIA WTCC 2007.

## Pistas
Las pistas disponibles en el juego son las que se usaron en el WTCC de 2007 y solo la configuración utilizada ese año está disponible para conducir en cada circuito. Todos se pueden competir fuera de línea y en línea y en condiciones húmedas y secas con hasta dieciséis participantes.
Aunque el Autódromo Internacional de Curitiba, el Circuit de Pau, el Guia Circuit y el Porto Circuit de Macao no habían sido jugables antes en consolas de séptima generación. es posible conducir por Macao y secciones del circuito Guia en Project Gotham Racing 4.
Las otras pistas son Circuit de Valencia, Circuito de Brno, Brands Hatch, Motorsport Arena Oschersleben, Autodromo Nazionale Monza, Anderstorp Raceway, Circuit Park Zandvoort, Mazda Raceway Laguna Seca y Road America.

## Reception
Race Pro ha recibido calificaciones mixtas, con una puntuación promedio Metacritic del 72%. Las principales críticas fueron las texturas granulosas y la gran cantidad de desgarro, pistas escasamente construidas y falta de música en el juego. El juego tiene un problema por el cual a veces puede perder el progreso de la carrera guardada de los jugadores cuando se conecta en línea. El clima húmedo es solo cosmético, por lo que los niveles de agarre no cambian.